# William Norman Herbert
William Norman Herbert, britanski general, * 1880, † 1949.